# University of Iowa Women's Volleyball
La University of Iowa Women's Volleyball è la squadra di pallavolo femminile appartenente alla University of Iowa, con sede a Iowa City (Iowa): milita nella Big Ten Conference della NCAA Division I.

## Storia
La squadra di pallavolo femminile della University of Iowa viene fondato nel 1977, partecipando all'AIAW Division I. Nel 1981 si affilia alla Big Ten Conference della NCAA Division I, centrando due qualificazioni alla post-season, sempre eliminata al primo turno.

## Record
| Piazzamento |   | Edizione                  |
| ----------- | - | ------------------------- |
| Tornei NCAA | 2 | Primo turno: 2 1989, 1994 |

## Conference
- Big Ten Conference: 1981-

## Allenatori
- Georgeanne Green: 1977-1979
- Mary Phyl Dwight: 1980-1981
- Sandy Stewart: 1982-1988
- Ruth Nelson: 1989-1990
- Linda Shoenstedt: 1991-1997
- Rita Buck-Crockett: 1998-2003
- Cindy Fredrick: 2004-2007
- Sharon Dingman: 2008-2013
- Bond Shymansky: 2014-2018
- Victoria Brown: 2019-